# Laila Schou Nilsen
Pour les articles homonymes, voir Schou et Nilsen.
Laila Schou-Nilsen est une skieuse alpine et patineuse de vitesse norvégienne, née le 18 mars 1919 à Oslo, dans le quartier de Vestre Aker, et morte le 30 juillet 1998 à Lanzarote, dans l'archipel des Canaries.
Elle gagna une médaille de bronze en combiné lors Jeux olympiques de 1936 à Garmisch-Partenkirchen à seulement 17 ans et elle participa également aux Jeux olympiques de 1948 de Saint-Moritz.
Elle a joué un grand rôle dans le développement international du patinage de vitesse féminin, discipline dans laquelle elle a été sacrée championne du monde.
Sportive complète, elle a également pratiqué à haut niveau le tennis (elle a participé au tournoi de Wimbledon en 1948 et 1949) et le handball (membre de l'équipe nationale), et elle a participé au Rallye de Monte-Carlo en 1963.
En 1936, elle est la première femme à recevoir le Prix honorifique Egeberg. En 1969, elle est élue vice-présidente de l'Association athlétique norvégienne.

## Palmarès

### Jeux olympiques
| Épreuve / Édition              | Descente                         | Slalom                           | Combiné |
| ------------------------------ | -------------------------------- | -------------------------------- | ------- |
| JO 1936 Garmisch-Partenkirchen | Épreuve inexistante à cette date | Épreuve inexistante à cette date | Bronze  |
| JO 1948 Saint-Moritz           | 7e                               | 14e                              | 13e     |

### Championnats du monde
| Épreuve / Édition       | Descente | Slalom | Combiné |
| ----------------------- | -------- | ------ | ------- |
| Mondiaux 1938 Engelberg | 8e       | 6e     | 7e      |
| Mondiaux 1939 Zakopane  | 10e      | 7e     | 5e      |
| JO 1948 Saint-Moritz    | 7e       | 14e    | 13e     |